# 堀川新町
堀川新町（ほりかわしんまち）は、石川県金沢市の町名。現行行政地名。住居表示実施地区。

## 歴史
- 2006年（平成18年）8月12日 - 金沢駅北土地区画整理事業の換地処分及び住居表示実施により、木ノ新保五番丁・堀川角場町の全部及び北安江町・北安江1丁目・木ノ新保七番丁・西堀川町・堀川町・南安江町の各一部から成立[4]。

## 世帯数と人口
2022年（令和4年）9月1日現在の世帯数と人口は以下のとおりである。
| 町丁     | 世帯数  | 人口  |
| -------- | ------- | ----- |
| 堀川新町 | 128世帯 | 235人 |

## 小・中学校の学区
市立小・中学校に通う場合、学区は以下のとおりとなる。
| 番・番地等 | 小学校             | 中学校             |
| ---------- | ------------------ | ------------------ |
| 全域       | 金沢市立明成小学校 | 金沢市立長町中学校 |

## 交通

### 鉄道
- 北陸鉄道浅野川線北鉄金沢駅
- IRいしかわ鉄道線
- 北陸新幹線

### バス
- 金沢駅バスターミナル

### 道路
- 石川県道159号金沢停車場北線
- 石川県道200号向粟崎安江町線

## 施設
- 金沢フォーラス